# 吉田13人衆
吉田13人衆（よしだじゅうさんにんしゅう）は、内閣総理大臣・吉田茂の有力な側近グループのこと。吉田が退陣した後も吉田に付き従った。吉田と同じ官僚出身者が多いのが特徴である。通常、以下の13名を指して呼ばれる。彼らの多くは吉田の政界引退後も政界で強い影響力を誇った。

## 主なメンバー
- 益谷秀次（衆議院議長など）
- 林譲治（林迶の父、衆議院議長など）
- 周東英雄（自治相、農水相など）
- 小金義照（郵政相など）
- 池田勇人（池田行彦の義父、総理大臣など）
- 佐藤栄作（佐藤信二の父、安倍晋三の大叔父、総理大臣など）
- 保利茂（保利耕輔の父、衆議院議長など）
- 大橋武夫（運輸相など）
- 橋本龍伍（橋本龍太郎の父、橋本岳の祖父、文相など）
- 愛知揆一（愛知和男の義父、愛知治郎の祖父、外相、蔵相、官房長官など）
- 福永健司（福永信彦の父、衆議院議長など）
- 小坂善太郎（小坂憲次の父、外相、労相など）
- 田中角栄（田中眞紀子の父、田中直紀の義父、総理大臣など）

※渡邉恒雄著『派閥』（弘文堂、1958年）より。年齢順。